# Донг Фанг Хонг I
Донг Фанг Хонг I (кин: 东方红一号 - Исток је Црвен) је први кинески вештачки сателит, који је успешно лансиран 24. априла 1970. године.

## Историјат
Након лансирања совјетског сателита Спутњик 1, кинески председник Мао Цедунг је 17. маја 1958. најавио лансирање кинеског сателита. План је био да сателит буде лансиран наредне године на Национални дан Кине, међутим долази до застоја на програму, а након Кинеско-совјетског раскола совјетски научници напуштају Кину, тако да се лансирање одлаже.
Пројекат се наставља 1965. када ЦК Комунистичке партије Кине, доноси одлуку о покретању Програма 651. Кина је 1968. отворила свемирски центар, а први сателит успешно лансирала 24. априла 1970. Сателит је лансиран кинеском ракетом Дуги марш 1, и био је опремљен радио-предајником који је назад на Земљу на емитовао песму Исток је црвен, као и телеметријске податке.
Мисија сателита је трајала 22 дана, а након завршетка мисије, сателит је наставио да орбитира око Земље. Процењује се да ће сателит сагорети у атмосфери током 2070. године. Овим лансирањем, Кина је постала пета земља у свету која је у свемир успешно послала сателит.

## Културно наслеђе
Кина је 2016. годишњицу лансирања свог првог сателита, Донг Фанг Хонг 1, прогласила Даном свемира.